# Кремонези, Микеле
Микеле Кремонези (итал. Michele Cremonesi; род. 15 апреля 1988 года в Кремоне, Италия) — итальянский футболист, защитник клуба «Реджана».

## Клубная карьера

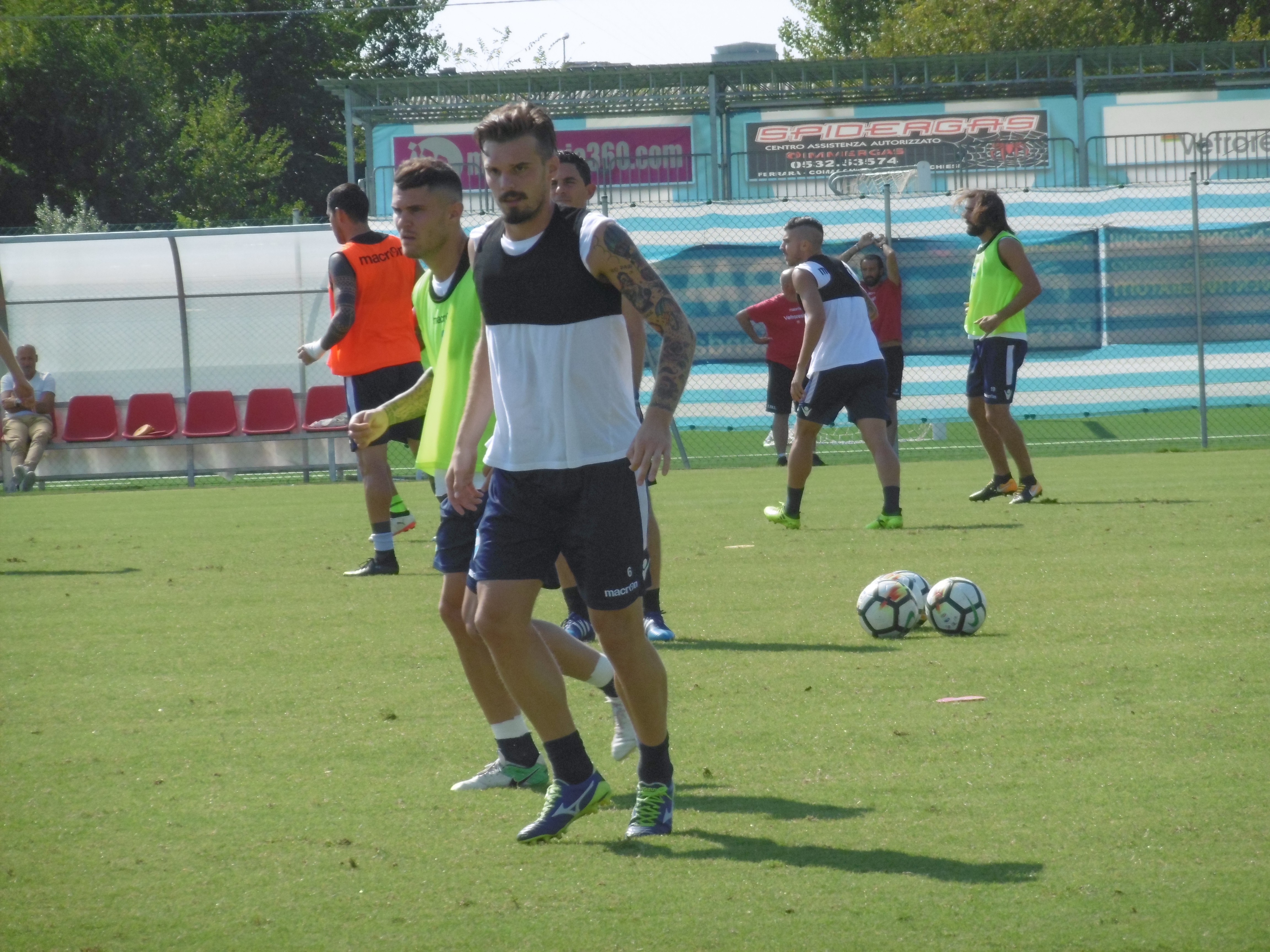
на тренировке в клубе «СПАЛ»

Микеле — воспитанник «Кремонезе» из своей родной Кремоны. Его дебют за «тигров» состоялся 1 апреля 2006 года в матче Серии B против «Бари». Микеле выступал за родной клуб на протяжении 7 лет, приняв участие в 114 матчах Серии B и Серии C. В 2013 году защитник ушёл из «Кремонезе» в «Кротоне». В течение 3 лет Микеле отыграл 51 встречу в Серии B. По итогам сезона 2015/16 «Кротоне» вышел в Серию А. Там Микеле оказался команде не нужен, и потому был вынужден искать новый клуб.
Новой командой Микеле стал в «СПАЛ» искавший надёжного игрока для центра обороны. В сезоне 2016/17 защитник провёл 29 матчей Серии B и второй год подряд повысился в классе со своим клубом (причём «СПАЛ» выиграл турнир). 20 августа 2017 года Микеле дебютировал в Серии А, заменив травмированного Мариоса Иконому на 56-й минуте встречи с «Лацио». Всего защитник принял участие в 5 играх высшего итальянского дивизиона. Вторую половину сезона 2017/18 он провёл в клубе «Виртус Энтелла» на правах аренды, отыграв 13 встреч в Серии B. В сезоне 2018/19 Микеле тоже играл в аренде во второй итальянской лиге, на этот раз в «Перудже», выйдя на поле 18 раз. Вернувшись из этой аренды, он ушёл из «СПАЛа».
В 2019—2021 годах Микеле защищал цвета «Венеции», проведя за неё в общей сложности 23 игры. С этой командой он также вышел в Серию А по итогам сезона 2020/21, однако летом покинул команду. С 2021 года Микеле выступает за «Реджану» в Серии C.

## Международная карьера
Микеле представлял Италию на юношеском и молодёжном уровнях. В составе юношеских сборных он выступал в 2003—2006 годах, отыграв в общей сложности 34 матча и забив 2 гола. Защитник принял участие на двух крупных турнирах: на юношеском чемпионате Европы-2005 (до 17 лет) провёл все 5 встреч, включая матч за 3-е место против юношеской сборной Хорватии, а на юношеском чемпионате мира того же года сыграл во всех 3 матчах группового этапа. В 2006—2007 годах Микеле играл за молодёжную сборную Италии (до 20 лет), проведя 4 встречи в её составе.

## Достижения
«СПАЛ»
- Победитель Серии B (1): 2016/17